# Forsvarsmuseet
Koordinaten: 59° 54′ 15,8″ N, 10° 44′ 26,9″ O

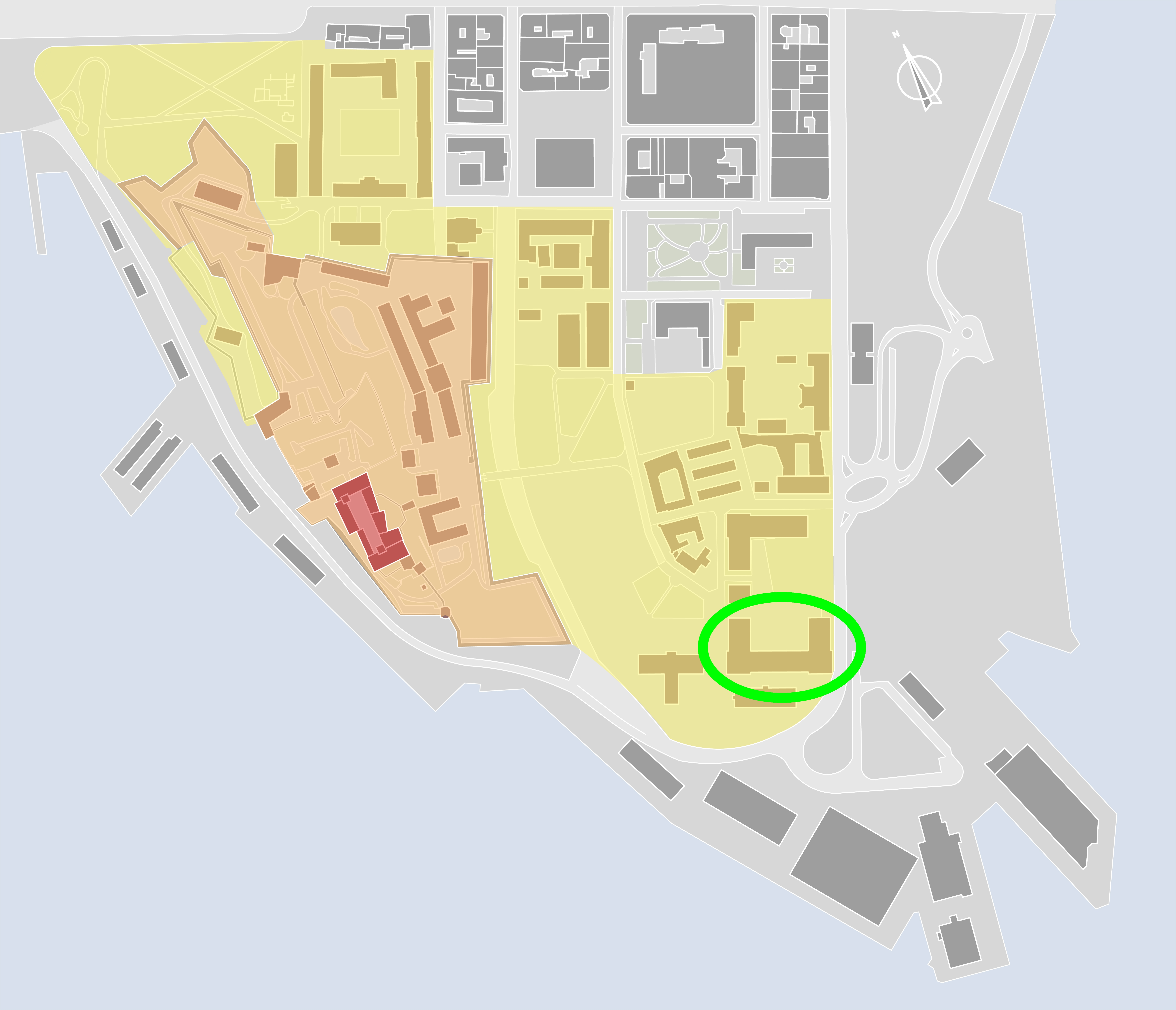
Lage (grüne Ellipse) des Norwegischen Verteidigungsmuseums (Forsvarsmuseet) im Gebäude des Hauptarsenals (Hovedarsenalet) auf dem Gelände der Festung Akershus in Oslo

Das Norwegische Verteidigungsmuseum (norwegisch: Forsvarsmuseet; kurz FMU) befindet sich auf dem Gelände der Festung Akershus. Es liegt damit im Herzen der norwegischen Hauptstadt Oslo auf der Halbinsel Akersneset direkt am Ufer des Oslofjords. Bei freiem Eintritt wird dem Publikum die Militärgeschichte Norwegens ab der Wikingerzeit bis zum 21. Jahrhundert präsentiert. Schwerpunkte sind die Zeit der Union mit Dänemark (1380–1814), die nachfolgende Union mit Schweden (1814–1905) und die Zeit unter deutscher Besatzung (1940–1945).
Das FMU entstand 1946 aus der Fusion des im Jahr 1860 gegründeten Artilleriemuseums (Artillerimuseet) mit dem Quartiermeistermuseum (Intendanturmuséet) aus dem Jahr 1928 und hieß zunächst Hærmuséet (Heeresmuseum). Es war zunächst nicht für die Öffentlichkeit zugänglich, sondern ausschließlich für Militärs. Im Jahr 1978 jedoch wurde es durch König Olav V. in Verteidigungsmuseum umbenannt (Forsvarsmuseet) und zugleich der Öffentlichkeit voll zugänglich gemacht.
Es befindet sich im Gebäude 62, einem der noch aus den 1860er-Jahren stammenden alten Arsenale (Lager für militärisches Gerät) der Festung Akershus und besteht aus sechs Abteilungen:
- Antike – Militärgeschichte von der Wikingerzeit bis 1814
- 1814–1905 – Militärgeschichte von 1814 bis 1905
- 1905–1940 – Militärgeschichte von 1905 bis 1940
- 1940 – Militärgeschichte von 1940 bis 1945 mit Fokus auf den Landkrieg
- Krieg auf dem Meer – Militärgeschichte von 1940 bis 1945 mit Fokus auf den Seekrieg
- Nach dem Krieg – Militärgeschichte von 1945 bis heute